# Сохондо
Сохондо́ (рос. Сохондо) — село у складі Читинського району Забайкальського краю, Росія. Адміністративний центр Сохондинського сільського поселення.

## Населення
Населення — 1072 особи (2010; 1231 у 2002).
Національний склад (станом на 2002 рік):
- росіяни — 73 %